# Фусуй
Фусу́й (кит. упр. 扶绥, пиньинь Fúsuí) — уезд городского округа Чунцзо Гуанси-Чжуанского автономного района (КНР). 

## История
Во времена Китайской Республики в этих местах находились уезды Суйлу (绥渌县), Фунань (扶南县) и Тунчжэн (同正县).
После вхождения этих мест в состав КНР в конце 1949 года был образован Специальный район Лунчжоу (龙州专区), и эти три уезда вошли в его состав. В 1951 году Специальный район Лунчжоу был переименован в Специальный район Чунцзо (崇左专区), а эти три уезда были объединены в уезд Тунсуй (同绥县), затем переименованный в Фусуй.
В декабре 1952 года в провинции Гуанси был создан Гуйси-Чжуанский автономный район (桂西壮族自治区), и Специальный район Чунцзо вошёл в его состав. В 1953 году Специальный район Чунцзо был объединён со Специальным районом Биньян (宾阳专区), образовав Специальный район Юннин (邕宁专区), а затем Специальный район Юннин был расформирован, и уезд был подчинён напрямую властям Гуйси-Чжуанского автономного района. 
В 1956 году Гуйси-Чжуанский автономный район был переименован в Гуйси-Чжуанский автономный округ (桂西僮族自治州). В 1957 году был вновь создан Специальный район Юннин. В 1958 году автономный округ был упразднён, а вся провинция Гуанси была преобразована в Гуанси-Чжуанский автономный район. Специальный район Юннин был опять расформирован, и уезд перешёл в состав Специального района Наньнин (南宁专区), после чего был объединён с уездом Чунцзо в уезд Цзоцзян (左江县). В 1959 году уезд Цзоцзян был вновь разделён на уезды Чунцзо и Фусуй. В 1960 году уезд Фусуй был опять присоединён к уезду Чунцзо, но в 1962 году был вновь воссоздан.
В 1971 году Специальный район Наньнин был переименован в Округ Наньнин (南宁地区).
Постановлением Госсовета КНР от 23 декабря 2002 года округ Наньнин был расформирован; часть из входивших в его состав административных единиц была передана в состав городского округа Наньнин, а из оставшихся был образован городской округ Чунцзо; уезд вошёл в состав городского округа Чунцзо.

## Административное деление
Уезд делится на 8 посёлков и 3 волости.